# Đinh Thị Bạch Mai
Đinh Thị Bạch Mai (sinh năm 1960) là đại biểu Quốc hội Việt Nam khóa 13, thuộc đoàn đại biểu Thành phố Hồ Chí Minh.

## Tiểu sử
Ngày sinh: 22/11/1960
Giới tính: Nữ
Dân tộc: Kinh
Tôn giáo: Không
Quê quán: Xã Xuyên Mộc, huyện Xuyên Mộc, Bà Rịa – Vũng Tàu
Trình độ chính trị: Cao cấp lý luận chính trị
Trình độ chuyên môn: Cử nhân Luật, Cử nhân hành chính
Nghề nghiệp, chức vụ: Thành ủy viên; Ủy viên Đoàn chủ tịch Trung ương Hội LHPN Việt Nam, Chủ tịch Hội liên hiệp phụ nữ thành phố Hồ Chí Minh; Ủy viên Uỷ ban Về các vấn đề xã hội của Quốc hội
Nơi làm việc: Hội liên hiệp phụ nữ thành phố Hồ Chí Minh
Ngày vào đảng: 1/12/1980
Nơi ứng cử: TP Hồ Chí Minh
Đại biểu Quốc hội khoá: XIII
Đại biểu chuyên trách: Không
Đại biểu Hội đồng nhân dân: Không